# St. Johns (Illinois)
St. Johns é uma vila localizada no estado americano de Illinois, no Condado de Perry.

## Demografia
Segundo o censo americano de 2000, a sua população era de 218 habitantes.

## Geografia
De acordo com o United States Census Bureau tem uma área de
1,9 km², dos quais 1,8 km² cobertos por terra e 0,1 km² cobertos por água.

## Localidades na vizinhança
O diagrama seguinte representa as localidades num raio de 16 km ao redor de St. Johns.